# Bites
Bites Group — це група телекомунікаційних компаній, що працюють у Литві та Латвії, де надають послуги мобільного зв'язку й інтернету, а також запроваджують «розумні» рішення.
2019 — у квітні Bite оновила фірмовий стиль, змінила слоган на «Так простіше».
2018 року компанія нараховувала 1,2 млн користувачів у Литві.

## Історія
- 1995 — початок роботи, компанія стала другим мобільним оператором Литви, що почала надавати послуги GSM.
- 2003 рік компанія стала партнером мобільного оператора Vodafone.
- 2004 — вперше в Литві запроважено мережу покоління 2.5G (Edge).
- 2005 — початок роботи в Латвії
- 2007 — єдиним акціонером групи став інвестиційний фонд Mid Europa Partners.
- 2006 — запровадження роботи мережі 3.5G (3G-HSDPA) в Литві.
- 2014 — початок роботи 4G+ (LTE-Advanced) в Литві.
- 2016 — групу придбано фондом приватного капіталу Providence Equity Partners.

## Проекти

### Мистецький простір
2005 — компанія з литовськими художниками ініціювала арт-проект «Bite Open Art».
Щороку литовські та зарубіжні художники створюють масштабні картини у громадських міських просторах. Громадськість може спостерігати за усім процесом.
З 2006 року проект BITE Open Art також реалізується в Латвії.

### Литва на твоїй долоні
2014 рік Bite з фотографом Маріусом Йовайше запровадив проект «Литва на твоїй долоні», це вебкамери з найкрасивіших місць Литви, що транслюються на сайті www.lietuvatavodelne.lt.